# Glossaire de l'ukiyo-e
Ce glossaire de l’ukiyo-e a pour but de faciliter la recherche des mots japonais utilisés pour définir l'art de l’ukiyo-e, ou décrire les estampes japonaises ukiyo-e en renvoyant vers d'autres articles.

## A
- Abuna-e : illustrations à caractère « osé » (plutôt qu'érotiques, qu'on qualifie alors de shunga)  ou de scène entre amoureux.
- Ai : bleu foncé à base d'indigo.
- Ai-e : estampe avec des ombres en bleu, mais peut aussi avoir des pigments vermillon ou jaune. Certaines sources associent ce type d'estampes à l'interdiction des couleurs jugées extravagantes.
- Aiban : format d'ukiyo-e.
- Aizuri-e : « estampe bleue », illustrations polychromes dont la couleur dominante est l'indigo ou de bleu. Kajikazawa dans la province de Kai est une estampe aizuri-e. Ces estampes vont se multiplier à partir de 1830 avec l'utilisation du bleu de Prusse.
- Aka-e : ces « images en rouge » constituent un type d'images ukiyo-e entièrement ou en majeure partie imprimées en rouge.
- Akegane : poudre métallique en cuivre pour l'or.
- Aragoto : dans le théâtre kabuki, style de jeu grandiloquent d'un héros qui est associé à la famille d'acteurs Ichikawa.
- Atenashi-bokashi : technique d'ombrage partiel de l'estampe.
- Atozuri, nochizuri : impression tardive d'une estampe, par opposition aux premières impressions, shozuri. Synonyme de atohan qui est aussi employé en cas d'utilisation de nouveaux bois.
- Awate-e : estampes du type nishiki-e montrant la confusion qui régnait au moment de la chute du gouvernement du shogunat Tokugawa.
- Azuma-e : illustrations ou peintures de l'est du Japon, terme équivalent à Edo-e.
- Azusa : bois utilisé pour les premières impressions.

## B
- Baren : tampon enveloppé d'une feuille de bambou avec une ficelle en bambou. Il permet de donner la couleur à la planche après frottage au baren.
- Beni : couleur rose (pourpre) provenant des pétales de fleurs de carthame.
- Beni-e : estampe imprimée en noir et rehaussée à la main de couleur beni.
- Benigirai-e : estampe polychrome sans tons de rouge. Elle a été imposée par le gouvernement de l'ère Ansei.
- Berorin ai : « bleu de Berlin » ou bleu de Prusse qui est importé au Japon à partir de 1829. La plus célèbre des estampes utilisant cette couleur est La Grande Vague de Kanagawa.
- Bijin-ga : peinture (ga) de bijin, « belle personne », « belle femme ».
- Benizuri-e : estampe polychrome primitive obtenue avec plusieurs planches. La couleur dominante est le rose beni, auquel le vert vient parfois s'ajouter pour produire l'illusion d'un spectre de couleurs complet. Son invention aurait été faite par un Chinois du nom de Shisen. Cette technique aurait été introduite au Japon à l'ère Enkyō (1744-1748).
- Beroai : désigne l'indigo importé. Ai désigne la couleur obtenue.
- Bokashi : technique pour obtenir différents tons de couleurs par allègement de la saturation de la couleur à l'aide d'un morceau de tissu faisant office de tampon, par exemple en essuyant le bloc de couleurs, ou en mouillant d'abord le bois.
- Bokashizuri : répartition des ombres et la graduation des couleurs lors de l'impression.
- Bushi : guerrier.

## C
- Chūban : un des formats d'une estampe.
- Chū-tanzaku-ban : gravure au format chūban accompagnée de poèmes sur bandes de papier.

## D
- Dai-ban : la planche de traits.
- Dai-kagura : danse dans les sanctuaires shinto d'Atsuta ou d'Ise.
- Daimyo.

## E
- E : « image », comme dans ukiyo-e, image de l’ukiyo, le « monde flottant ».
- Edo : « capitale de l'Est », ancien nom de Tōkyō.
- Egoyomi ou e-goyomi : « images de calendrier », calendriers japonais présentés sous forme d'estampes.
- E-hon : « livre d'images » ayant plusieurs thèmes. Par exemple Ehon hyaku monogatari (Livre d'images d'une centaine d'histoires).
- Emaki : « rouleau dessiné », rouleau horizontal illustré.

## F
- Fukibokashi : technique d'impression. On applique un chiffon humide puis la couleur, avant séchage du bois et impression. Cette technique permet un dégradé par bandes ou une absence de motifs. Cette technique a été utilisée par Hiroshige.
- Furisode : kimono porté par les jeunes filles jusqu'à leur mariage et muni de très longues manches.

## G
- Geisha.
- Gin : poudres métalliques en étain pour figurer la reproduction de la couleur argent.
- Gofun : blanc lumineux à base de poudre d'huître. Uniquement apposé à la main, donc sur des peintures ou, parfois, sur des sumizuri-e rehaussées à la main.
- Gohei.

## H
- Haïku.
- Hakama.
- Hanga : image imprimée par procédé xylographique.
- Hangi : planche de merisier ou de buis utilisée pour la gravure.
- Hanshita-e : dessin définitif de l'estampe fait à partir du dessin préparatoire shita-e.
- Haori : veste tombante portée par-dessus le kimono, surtout pour les hommes.
- Hashira-e : « estampe pilier », estampe longue et étroite.
- Hazama-ban : grand format (environ 33 × 23 cm).
- Hosoban : estampe étroite.

## I
- Ichimonji-bokashi : technique d'ombrage de la partie supérieure de l'estampe avec de fines rayures.
- Inari : renard, dieu des céréales, vénéré ainsi que ses aides dans les sanctuaires shintoïstes.
- Iro-ban : les planches de couleurs.
- Ishizuri-e : « estampe sur pierre », estampe sur bois dont le contour est dentelé mais dont le fond est noir ou foncé donnant à l'estampe une impression de relief.
- Ita-bokashi : technique consistant à frotter le bois à l'oblique sur les parties à ombrer.

## J
- Jitsubushi : technique consistant à appliquer de la couleur dans les parties restées en blanc.
- Jorōgumo : personnage fantastique, gobelin, fantôme, apparenté au yōkai.
- Jōruri : spectacle traditionnel de marionnettes japonais.

## K
- Kabuki.
- Kachō-ga ou kacho-e : l'art de représenter les fleurs et les oiseaux.
- Kakemono ou kakejiku : tableau suspendu dans le tokonoma, format en hauteur.
- Kakemono-e : estampe au format kakemono.
- Kakihan : marque d'un artiste.
- Kamuro : apprentie courtisane ou servante d'une courtisane.
- Kaō : marque peinte d'un artiste, en général sous la signature ou à sa place.
- Kara-zuri : « impression sèche », technique de gaufrage ou d'impression en relief par pression des planches de bois sans ajout de couleurs.
- Kentō : repères de positionnement des différents bois dans la technique d'impression polychrome.
- Kibyōshi.
- Kimedashi ou kimekomi : technique d'impression des lignes et des contours du dessin sur du papier en pressant une planche de bois gravé. Technique utilisée par Harunobu et Bunchō.
- Kimono.
- Kira-e, kira-zuri ou kirakake : impression à fond micacé.
- Kiri : poudres métalliques en laiton pour l'or.
- Koban : « petite estampe ».
- Koto : instrument de musique.
- Kyōgen : farce jouée au cours des représentations de nô. Sert aussi à désigner des représentations de kabuki.
- Kyōgōzuri : première épreuve en noir et blanc utilisée pour la gravure des planches de couleur ou pour réaliser des effets spéciaux.

## M
- Maiko : artiste japonaise apprentie geisha.
- Maki-e : « image étalée », technique décorative consistant à étaler une couche de colle sur une partie de la feuille imprimée et de la saupoudrer de poudre métallique.
- Makimono : aussi appelé kansu ou kansubon, forme primitive de livre copié des livres chinois, fait d'un rouleau sur soie sur lequel des feuilles de papiers sont collées les unes contre les autres.
- Mameban : format d'impression d'environ 12 × 8 cm, parfois appelé « impression jouet ».
- Masa ou masagami : type de papier washi de qualité supérieure.
- Murasaki : violet, mélange de rouge de millepertuis et de bleu indigo.
- Marasaki-e : « estampe pourpre ».
- Meisho-e : « vues célèbres », par exemple les Trente-six vues du mont Fuji.
- Monogatari-e : illustrations d'histoires, par exemple Ise monogatari-e pour les illustrations des Contes d'Ise, ou les illustrations pour le célèbre Genji monogatari, Le Dit du Genji.
- Musha-e : portraits de guerriers.
- Motsukotsuhō : technique d'impression d'estampe en imprimant les couleurs sans qu'aucune ligne ne soit imprimée.

## N
- Nagaban ou naga-ōban : format en hauteur.
- Nagasaki-e ou Nagasaki hanga : estampes représentant des étrangers à Nagasaki.
- Nakanomachi : rue principale de Yoshiwara.
- Nishiki-e : « estampe de brocart », estampe polychrome qui est un perfectionnement de l'estampe benizuri-e. Chaque partie colorée est obtenue par l'application d'une planche de bois gravée particulière.
- Nô : un des styles traditionnels de théâtre japonais.
- Nunome-zuri : technique de gaufrage, obtenue en collant une étoffe tissée sur une plaque en bois pour marquer la trame sur le papier humide. Cette technique est généralement utilisée pour suggérer un motif sur les images de robes.

## O
- Ōban : grand format.
- Obi : ceinture de kimono.
- Okubi-e : portrait en gros plan, de profil ou de trois-quarts.
- Onnagata : acteurs de kabuki interprétant des rôles féminins.
- O-ōban : format de très grande dimension.
- Orihon : « livre qui se plie », livre au format accordéon.
- Ōtanzaku ou ōtansaku : grand format.
- O-tanzaku-ban : gravure de grand format comportant des tanzaku.

## R
- Rakkan : lieu, date, nom et sceaux de l'artiste disposés sur la peinture ou la calligraphie. Le mot est obtenu à partir de rakusei, « achèvement », et kanshiki, ou kan qui fait référence aux caractères gravés, et shiki à ceux qui sont en relief.

## S
- Sansuiga : estampe représentant des paysages de montagnes et d'eau.
- Senmen : surface d'un éventail.
- Shamisen : instrument de musique.
- Shiki-e : peintures de paysages en quatre saisons.
- Shikiski-ban : « estampe carrée », format presque carré (21 × 18 cm). De shikishi, papier de riz très épais.
- Shini-e : image commémorative d'une personne décédée.
- Shita-e : « l'image de dessous », dessin-maître réalisé par le dessinateur. Ce dessin est détruit par la graveur.
- Shoenji : rouge extrait du millepertuis.
- Shōji : cloison coulissante ou paravent constitué de papier washi translucide, monté sur une trame en bois.
- Shōmen-zuri ou tsuya-zuri : technique permettant de créer un effet brillant par l'impression à vide, à l'envers.
- Shozuri : première impression qui correspond aux cent premiers exemplaires.
- Shunga : « image du printemps », gravure érotique.
- Sumi : encre de Chine, pour reproduire le dessin lui-même.
- Sumizuri-e : estampe à l'encre noire obtenue en un seul passage.
- Sumizuri-hissai : estampe sumizuri rehaussée de couleurs peintes à la main.
- Surimono : luxueuses estampes japonaises, jouant le rôle de cartes de vœux, et imprimées à titre privé.

## T
- Tan-e : estampe sumizuri-e rehaussée à la main de la couleur orange vif tan.
- Tanzaku : format d'estampe verticale (au moins 12 × 34 cm). Son nom vient des longues bandes verticales sur lesquelles étaient écrits les poèmes. Il existe le grand tanzaku (ō-tanzaku), d'une largeur d'environ 16 cm, et le tanzaku moyen (chū-tanzaku) d'une largeur de 13 cm maximum.
- Tate-e : orientation « portrait » d'une estampe (estampe verticale).
- Tsukinami-e : estampes représentant les activités des douze mois de l'année.

## U
- Uchiwa-e : « estampe-éventail », estampe prévue pour être montée sur un éventail rigide.
- Uki-e : « image en perspective ».
- Ukiyo-e : « images du monde flottant ».
- Urushi-e : « estampe laquée ». Une méthode où l'encre est épaissie avec de la colle, et retouchée à l'or, au mica ou d'autres substances.

## W
- Waka : genre de la poésie japonaise.
- Wakashūgata : interprète de jeune samourai.
- Washi : papier fabriqué artisanalement au Japon avec de longues fibres de mûrier koso entrelacées. Suivant le travail des fibres et la colle il existe des papiers de qualité supérieure appelés masa (abréviation de masagami) et hôsho.

## Y
- Yakusha-e : portrait d'acteur de kabuki.
- Yamato-e : peinture typiquement japonaise, représentant le Japon ancien (Yamato).
- Yoko-e : orientation « paysage » d'une estampe (estampe horizontale).
- Yokohama-e : « images de Yokohama », représentant des étrangers et la ville de Yokohama.
- Yoko-hazama-ban : hazama-ban de forme oblongue.
- Yoshiwara : « champs de roseaux », quartier des plaisirs de Tokyo.
- Yūkaku : quartier des plaisirs comme Yoshiwara à Tokyo ou Tobita Shinchi (Tobita Yūkaku) à Osaka.

## Z
- Za : une des sept confréries d’acteurs, par exemple au Kabukiza, le plus fameux théâtre de kabuki de Tokyo.